# Ferroni FDU-1852
Las siglas FDU eran por FERRONIDEUTZURBANO. Llevaban el motor Deutz del OA 101 de El Detalle, competía con éste y ambos salieron casi al mismo tiempo (el ED se empezó a comercializar en la Argentina en 1988 pero en muy bajísima escala). Los últimos ejemplares carrozados fueron los de La Victoria de Paraná, Entre Ríos, uno en 2000, y los restantes 6 o 7 (aproximadamente) en 2004

## Motor
- Deutz BF6L913C Turbo
- Ciclo: diesel cuatro tiempos
- Posición: trasero
- Cilindros: 6
- Diámetro x Carrera (mm): 102 x 125
- Cilindrada (cm³): 6128
- Potencia máxima (HP): 175
- Torque Máximo (Nm): 630
- Enfriamiento: aire
- Lubricación: forzada c/intercambiador de calor
- Sistema de Combustible: inyección directa.

## Frenos
- Frenos: Tambores, de 17 1/2 pulgadas (diámetro 420 mm de campanas) 5" adelante 6" atrás, de ancho de cintas.
- Freno de servicio: neumático, circuito de aire con bloqueadores (spring 30/30)
- Freno de emergencia: actuación en las ruedas traseras.

## Dimensiones
- Largo (mm): 10413
- Ancho (mm): 2480
- Alto (mm): 2250
- Despeje (mm): 750
- Distancia entre Ejes (mm): 5170